# Himalayahäher

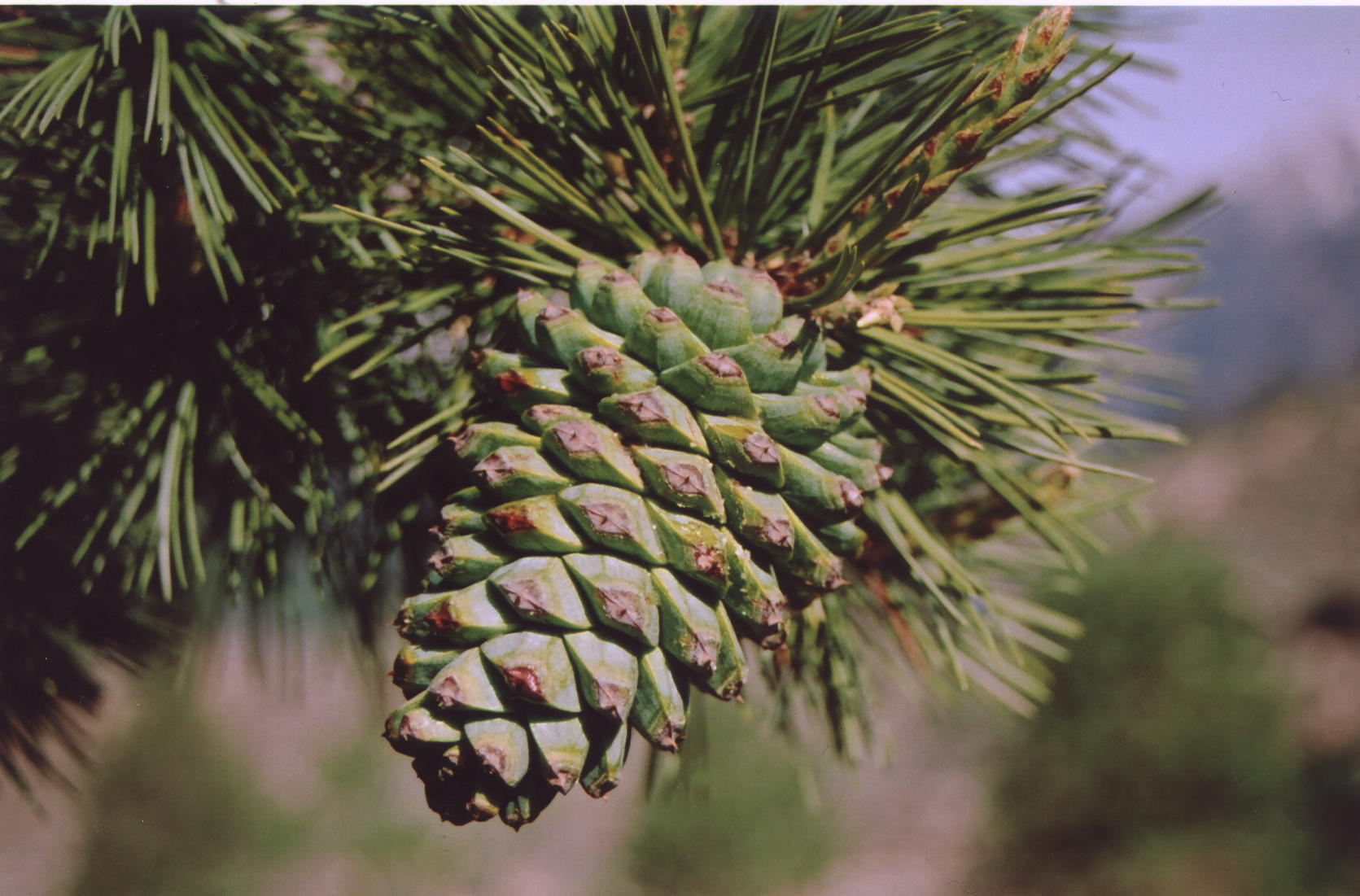
Zapfen von Pinus gerardiana, der Hauptnahrung des Himalayahähers

Der Himalayahäher (Nucifraga multipunctata), zuweilen auch als Großfleckiger Nussknacker oder Kaschmir-Nussknacker bezeichnet, ist eine Singvogelart aus der Familie der Rabenvögel (Corvidae).

## Merkmale
Der Himalayahäher erreicht eine Körperlänge von 32 bis 35 Zentimetern und eine Flügelspannweite von 195 bis 212 Millimetern. Das Gewicht bei den Männchen beträgt 155 bis 173, das der Weibchen 155 bis 177 Gramm. Ein Sexualdimorphismus besteht nicht. Das Gefieder auf Ober- und Unterseite ist dunkelbraun und mit vielen weißen Flecken überzogen. Die Deckfedern sowie die Armschwingen sind überwiegend weiß, die braunen Handschwingen haben weiße Spitzen. Kopfkappe und Steuerschwanzdecken sind einfarbig braun, die Unterschwanzdecken weiß. Der kräftige Schnabel ist graubraun.
Der häufigste Ruf des Vogels ist ein lautes und hartes 'Kraa', das normalerweise doppelt oder dreifach gerufen wird und schnell 6 bis 7 Mal wiederholt wird. Die Häher rufen normalerweise früh am Tag. Die 'Kraa'-Rufe werden von Nadelbäumen in unterschiedlichen Höhen vorgetragen.

## Ähnliche Arten
Vom Tannenhäher (Nucifraga caryocatactes) unterscheidet sich der Himalayahäher in erster Linie durch die kräftiger ausgebildete weiße Fleckenzeichnung auf dem Gefieder.

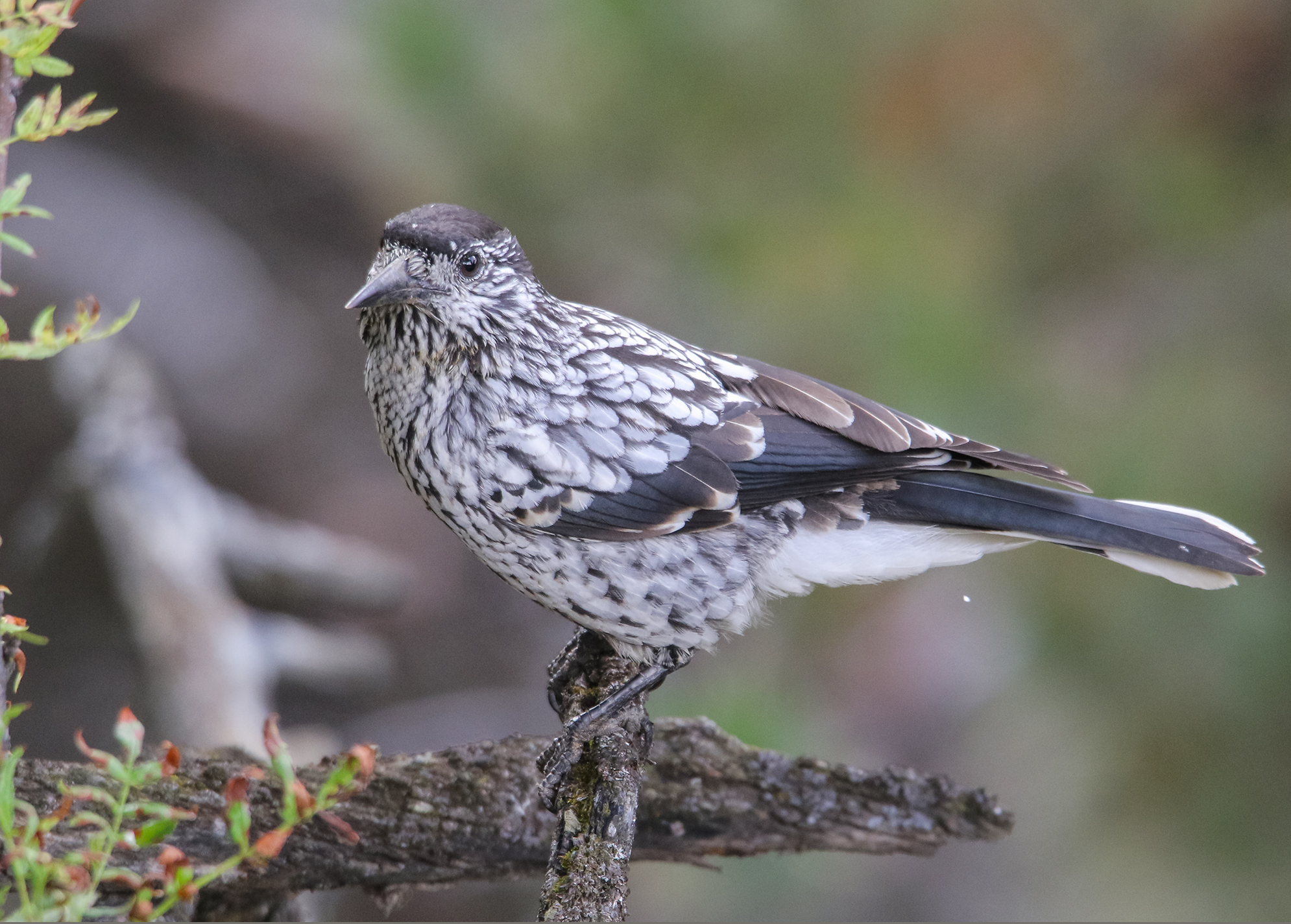
Himalayahäher
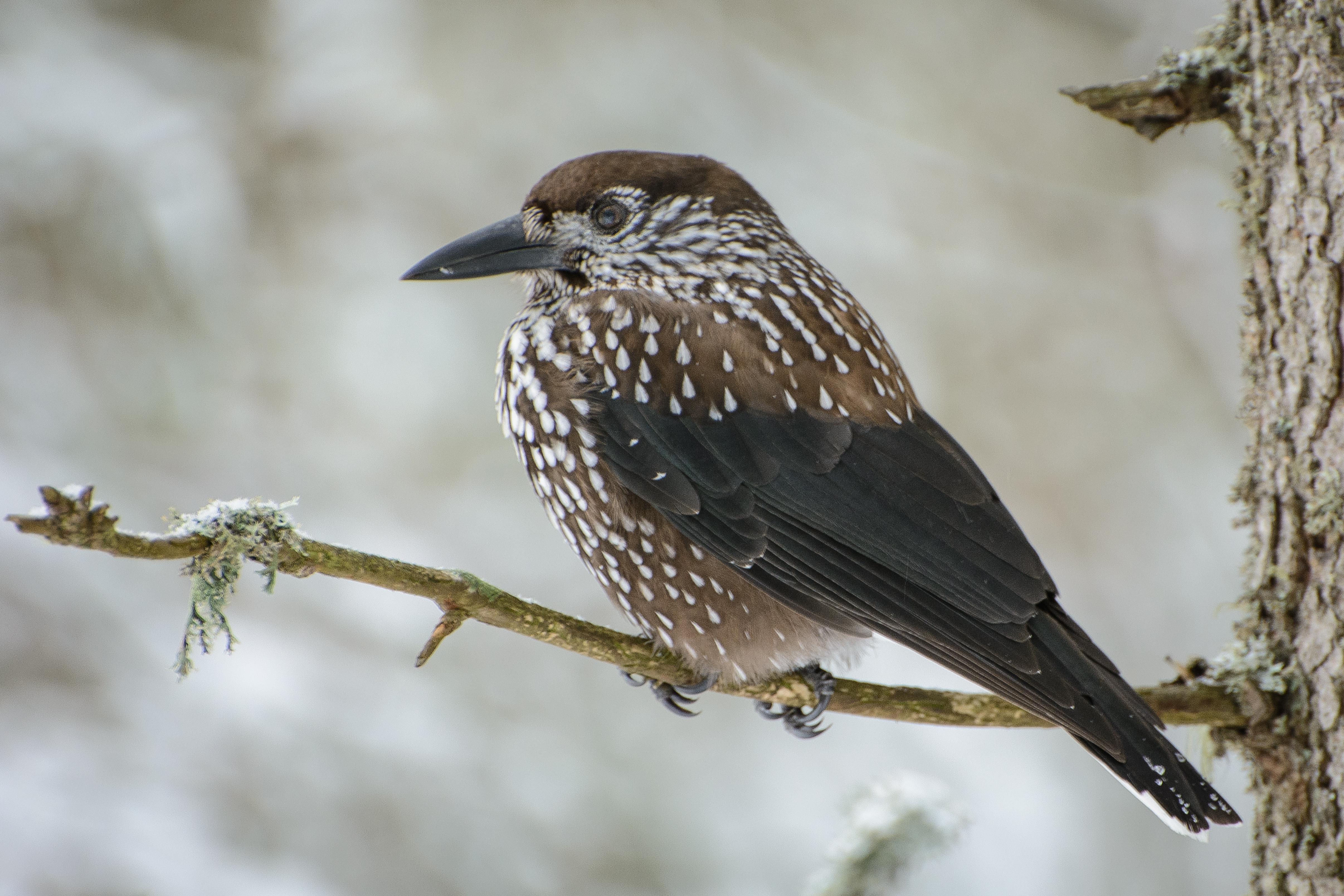
Tannenhäher

## Verbreitung und Lebensraum
Der Himalayahäher kommt in Afghanistan, Indien, Pakistan, Nepal und China vor. Er besiedelt bevorzugt Nadelwälder in Höhenlagen zwischen 1000 und 4000 Metern. Im Spätsommer hält er sich auch in tieferen Lagen auf, um Nüsse als Wintervorräte zu sammeln und wurde auch in der Nähe menschlicher Behausungen beobachtet.

## Lebensweise
Der Himalayahäher ernährt sich in erster Linie von Koniferen-Samen, bevorzugt von Pinus gerardiana, einer Kiefernart (Pinus), sowie von Himalaja-Fichte (Picea smithiana) und von Eicheln. Als Wintervorrat vergräbt er zuweilen verschiedene Nussfrüchte sowie Samen von Pinus gerardiana und sorgt mit vergessenen Früchten für die Verbreitung der Pflanzen. Die Hauptbrutzeit erstreckt sich von Mai bis Juli. Es wurden auch schon Eiablagen im Februar festgestellt. Das Nest wird einzeln in Höhen von 10 bis 30 Metern nahe an Koniferen-Baumstämmen angelegt. Es ist napfförmig, wird aus Zweigen hergestellt, mit Flechten dekoriert sowie mit weichen Wurzeln und Kiefernnadeln ausgekleidet. Das Weibchen legt in der Regel drei bis vier Eier, die eine hellblaue Farbe haben. Pro Jahr findet eine Brut statt.

## Systematik
Lange Zeit wurde der Himalayahäher als Unterart des Tannenhähers betrachtet. Rasmussen & Anderton trennten den Himalayahäher 2005 vom Tannenhäher als eigene Art ab. Ausschlaggebend waren Merkmale der Gefiederzeichnung und Lautäußerungen. Ein DNA-Profil, das vom Tannenhäher bereits vorliegt, steht noch aus.

## Bestand und Gefährdung
Der Himalayahäher ist in seinen Vorkommensgebieten zwar im Rückgang begriffen, wird von der Weltnaturschutzorganisation IUCN jedoch weiterhin als „least concern = nicht gefährdet“ geführt.